# Château de Vauvenargues
Pour les articles homonymes, voir Château et Vauvenargues.
Le château de Vauvenargues est un château-bastide-mas provençal édifié à partir du XIIIe siècle, cantonné de tours d'angle du XIVe siècle , et pourvu d'une enceinte fortifiée du XIVe siècle, remanié au XVIe siècle puis au XVIIe siècle.
Il se trouve dans la commune de Vauvenargues (au pied de la montagne Sainte-Victoire, à 15 km à l'est d'Aix-en-Provence) en Provence, dans les Bouches-du-Rhône en Provence-Alpes-Côte d'Azur.
Il fut une des résidences privées du peintre Pablo Picasso (1881-1973) de 1958 à sa disparition en 1973, où l'artiste est inhumé. Le château est inscrit avec son décor intérieur aux monuments historiques depuis le 15 janvier 1929.

## Historique

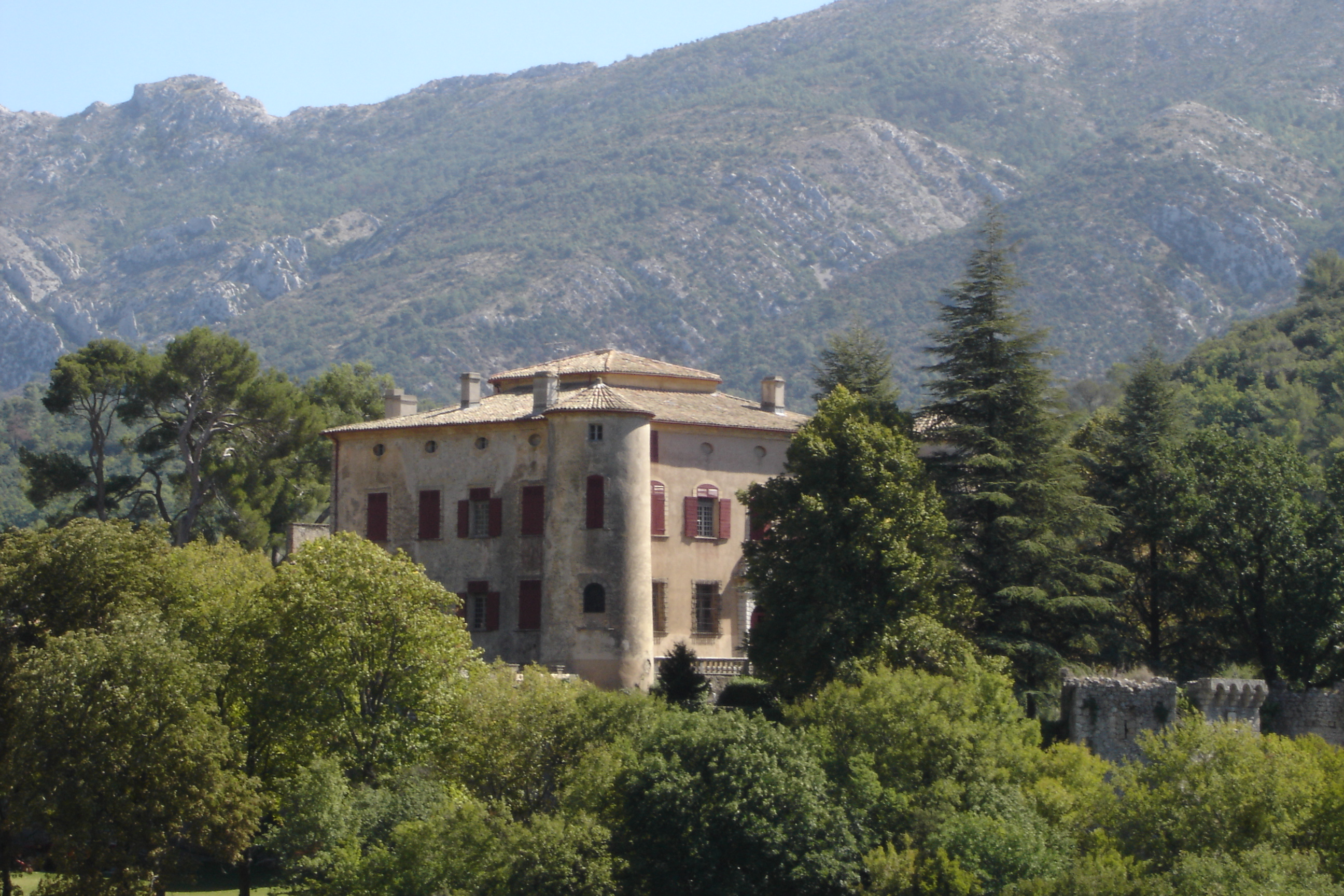
Le château de Vauvenargues avec, en arrière-plan, la montagne Sainte-Victoire.

Une forteresse médiévale est édifiée au XIIIe siècle sur l'emplacement d'un ancien castrum-motte castrale de l'Empire romain, au pied du versant nord de la montagne Sainte-Victoire (une salle immense, appelée le Reduit, faisait, dit-on, partie du château fort romain).
Le château (et la seigneurie) dépend des comtes de Provence, puis passe aux archevêques d'Aix en 1257. En 1473, le roi René, comte de Provence, en est propriétaire puis le donne à son médecin Robin, venu d'Angers avec lui.
En 1477, le domaine va à Pierre de Cabanis puis, en 1485, à Thomas de Jarente, chambellan du roi René.
En 1504, il le lègue à Melchior de Séguiran, seigneur de Bouc, qui meurt  à Vauvenargues en 1509.
Son fils, Boniface de Séguiran, docteur en droits de l'université d'Aix, devient seigneur de Vauvenargues à son tour . Il meurt en 1565 ou 1566. Sa fille, Marguerite de Séguiran, dame de Vauvenargues, lui succède. En 1548, elle épouse François de Clapiers, seigneur du Sambuc et de Pierrefeu (en partie), premier conseiller au parlement en 1571.
Un de leurs fils, Boniface, leur succèdera. Il prit pour nom celui de "de Clapiers de Séguiran" que ses descendants porteront jusqu'en 1714.
Jean-François de Clapiers de Séguiran (1584 - 1631), fils du précédent, écuyer, seigneur de Vauvenargues, se marie en 1608 avec une autre Séguiran, Anne de Séguiran, fille d’Antoine de Séguiran, seigneur de Bouc, premier président au parlement de Provence, et de Marie de Gaufridy.
Henri de Clapiers de Séguiran Vauvenargues (mort en 1697), fils des précédents, est mestre de camp de cavalerie, participe à plusieurs sièges et batailles. Il se retire du service en 1643 après avoir été blessé et commence à remanier le château. Il deviendra premier consul d’Aix et procureur du pays de Provence en 1674.
Les appartements sont décrits comme vastes et ornés de cheminées du XVIe siècle).
Le roi Louis XV érige la seigneurie de Vauvenargues en marquisat vers 1722, pour remercier le consul d'Aix Joseph de Clapiers de son grand dévouement pendant la peste de Marseille de 1720, qui décime les populations (avec entre autres pour héritier notoire l'écrivain moraliste des Lumières, ami de Voltaire Luc de Clapiers, marquis de Vauvenargues du Siècle des Lumières du XVIIIe siècle).
Après la Révolution française, le troisième marquis de Vauvenargues vend le château en 1790 à la famille du cardinal Joachim-Jean-Xavier d'Isoard et des comtes d'Isoard de Vauvenargues (proches de Lucien Bonaparte, frère de l'Empereur Napoléon Ier). Le château est revendu en 1943 par les héritiers des précédents. Dépouillé de son riche mobilier, il est revendu à plusieurs propriétaires successifs, dont une colonie de vacances de l'Association pour la gestion des œuvres sociales de la Marine, puis vendu en 1954 à la Société agricole du domaine de Vauvenargues.

### Pablo Picasso

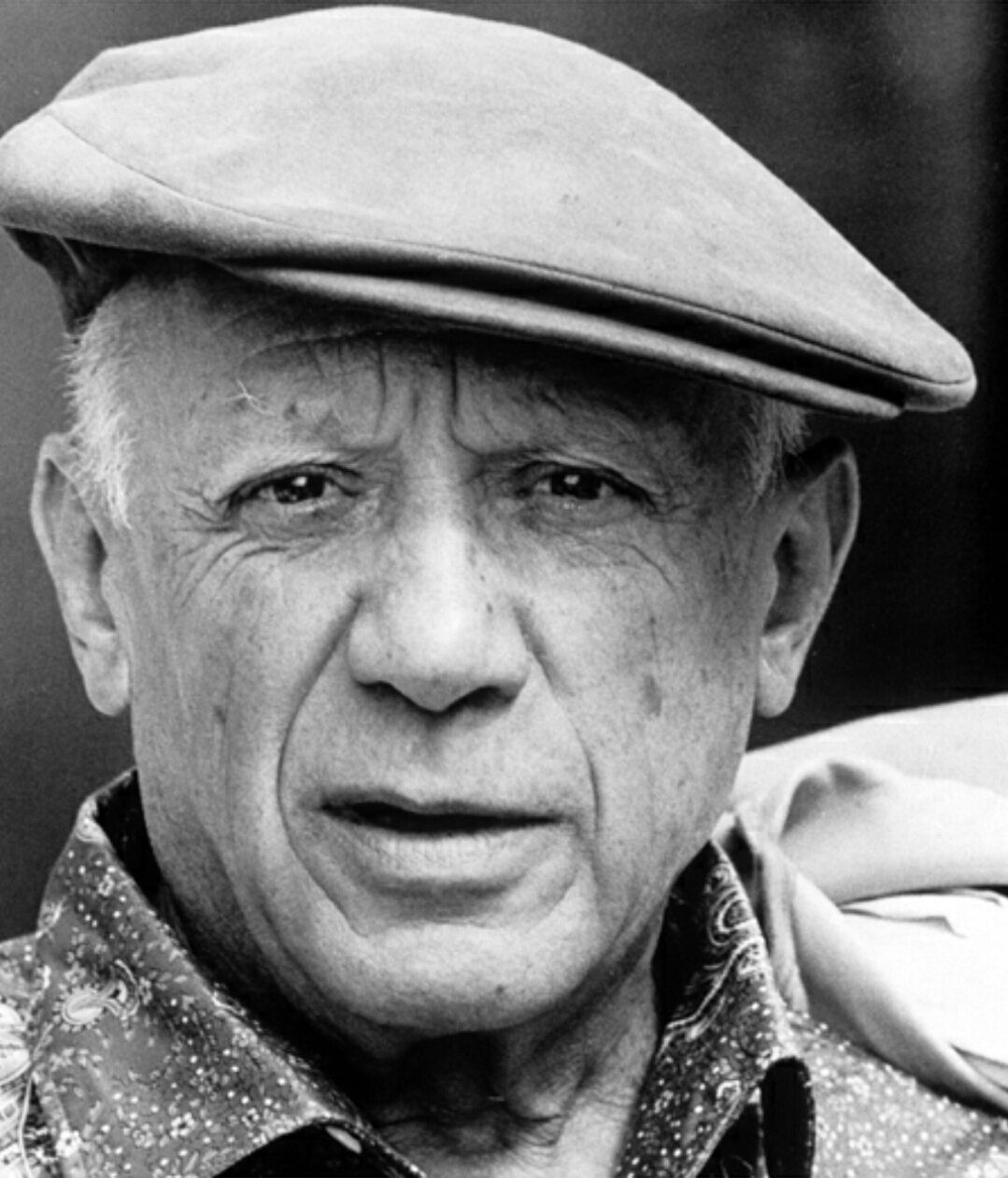
Pablo Picasso en 1962.

Alors qu'il vit dans sa villa La Californie de Cannes sur la Côte d'Azur, avec vue panoramique sur la baie de Cannes, Pablo Picasso (considéré comme le fondateur du cubisme avec Georges Braque) a un coup de cœur pour ce château de Vauvenargues, qu'il achète en septembre 1958, avec 1 110 hectares de la montagne Sainte-Victoire (tout le versant nord) voisin de hauts lieux d'inspirations de la vie et œuvres de la route Cézanne de Paul Cézanne,
Picasso est très influencé par l'œuvre artistique locale de Cézanne, qu'il considère comme son maître, et par son cubisme cézannien entre autres du cabanon de Cézanne des carrières de Bibémus voisin. Il cite à son ami Brassaï « Il était notre père à tous »,, et « J'habite chez Cézanne ». Lorsque Picasso téléphone à son marchand d'art Daniel-Henry Kahnweiler en lui disant « J'ai acheté la Sainte-Victoire de Cézanne. », celui-ci lui demande laquelle, pensant à un tableau, « L’originale » lui répond Picasso.
Kahnweiler, citant la collection du peintre (tableaux de  Cézanne, Renoir, Degas, Le Nain, etc.) disait : « Pour la première fois, il y  des choses accrochées  au mur depuis qu'il est à Vauvenargues » , et répondant à F. Crémieux qui lui demandait pourquoi le peintre avait acheté cette grande maison il répondit: 
« Toujours pour la même raison : pour la remplir.
- Et il va y arriver cette fois ? 
- Elle est énorme mais il y arrivera aussi (...), pas toutes les toiles, peut-être. Il parlait, lui, de peindre les murs, non à même les murs, mais au moyen de toiles marouflées : "Je vais faire des Piero Della Francesca...".»
Lieu comparé parfois au site royal de l'Escurial des rois d'Espagne près de Madrid, il y installe entre 1959 et 1962, son atelier d'artiste, avec sa muse des lieux et dernière épouse Jacqueline Picasso, et son importante collection d'art personnelle (des Cézanne, Matisse, Degas, Miró, Modigliani, Vuillard...). Les paysages de la Sainte Victoire lui inspire des souvenirs nostalgiques des paysages de son Espagne andalouse natale, qui lui inspire une série d'œuvres peintes à Vauvenargues aux couleurs dominantes rouges, jaunes, et verts.
En 1961 il s'installe dans son mas Notre-Dame-de-Vie de Mougins près de Cannes. À sa mort en 1973, il est inhumé devant le grand escalier du château, où il repose au côté de sa dernière épouse.
Le château, meublé et décoré par l'artiste, appartient depuis à Catherine Hutin-Blay (fille de Jacqueline, héritière de Picasso) et n'est pas ouvert à la visite, sauf circonstances particulières.